# Canidrome (Macau)

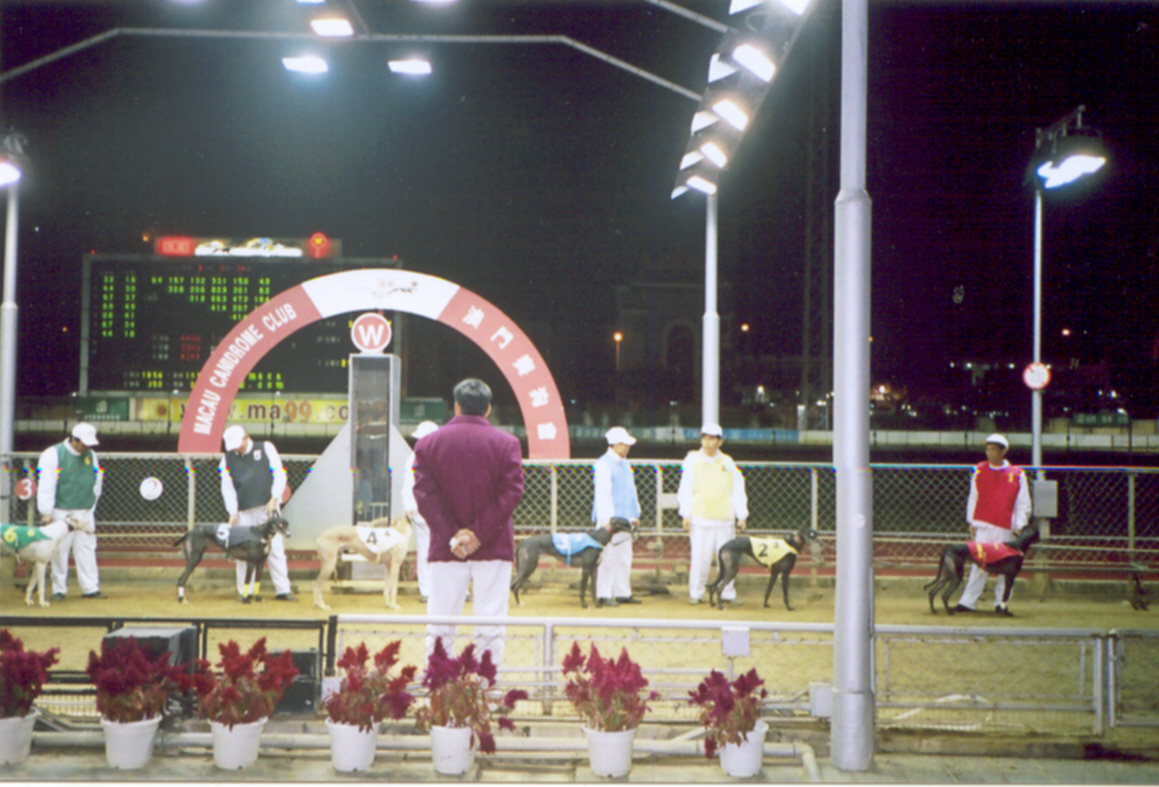
Los galgos antes de las carreras.

El Macau (Yat Yuen) Canidrome Club (en chino tradicional, 逸園賽狗場) fue un estadio multiusos utilizado principalmente para carreras de galgos y fútbol ubicado en la parroquia de Nossa Senhora de Fátima, Macao y compartía el espacio con el Lin Fong Sports Centre.

## Historia
Fue inaugurado en 1932 y cerrado seis años después a causa de la segunda guerra sino-japonesa, y fue reabierto en 1963 cuando se normalizó la situación en Macao. Alrededor de 120 perros competían en 16 carreras cinco días a la semana, contaba con dos graderías, salas privadas y de eventos VIP y era con capacidad para 3000 espectadores.
El 21 de julio de 2016 el gobierno anunció que las carreras de galgos podrían continuar en actividad con la condición de que las instalaciones cerraran o se mudasen en un lapso de dos años. El estadio cerraría dos años después y los galgos fueron dados en adopción.

## Fútbol
El estadio fue utilizado por la selección nacional de fútbol en varios procesos eliminatorios, el último de ellos en la clasificación de AFC para la Copa Mundial de Fútbol de 1986.